# Lepocinclis
Lepocinclis is een geslacht in de taxonomische indeling van de Euglenozoa. Deze micro-organismen zijn eencellig en meestal rond de 15-40 mm groot. Het organisme behoort tot de familie Phacaceae. Lepocinclis werd in 1849 ontdekt door Perty.